# Тева (народ)

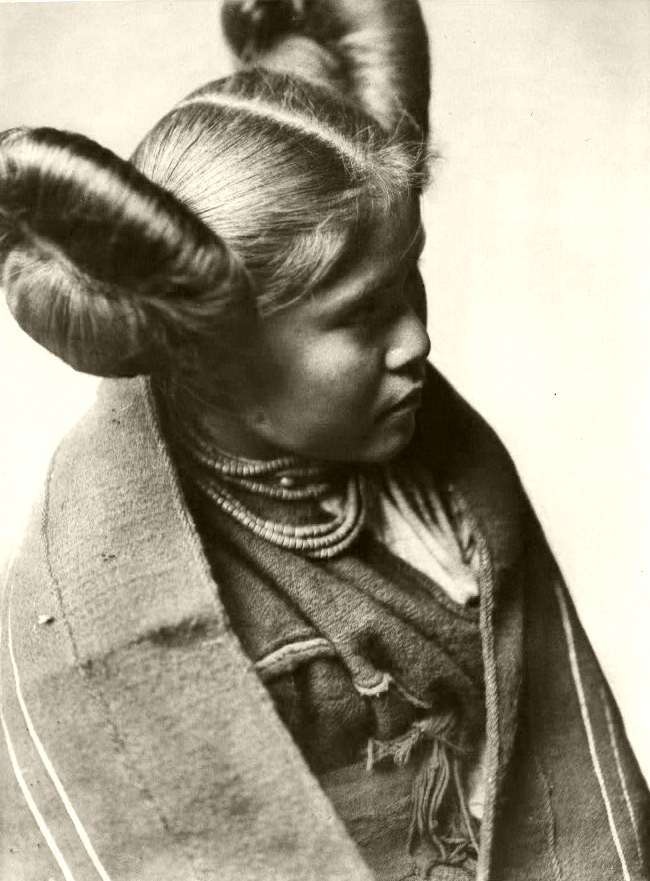
Девушка из племени тева по имени Чайва, фотограф Эдвард Кёртис, 1922

Тева, Tewa — лингвистическая группа индейцев-пуэбло, проживающих в следующих 6 посёлках в штате Нью-Мексико к северу от Санта-Фе:
- en:Nambé Pueblo — Намбе или Намбе-Пуэбло
- en:Pojoaque Pueblo — Похоаке или Похоаке-Пуэбло
- en:San Ildefonso Pueblo — Сан-Ильдефонсо-Пуэбло
- Оке-Овинге (ранее Сан-Хуан-Пуэбло)
- en:Santa Clara Pueblo — Санта-Клара-Пуэбло
- en:Tesuque Pueblo — Тесуке или Тесуке-Пуэбло

Аризонские тева, потомки бежавших в ходе восстания пуэбло 1680—1692 годов, живут на территории резервации хопи в штате Аризона («Первая Меса»).

## Язык тева
Язык тева (также известен как тано) относится к семье кайова-таноанских языков, на которых говорят пуэбло в штате Нью-Мексико. Несмотря на близкое родство данных 5 языков, их носители весьма плохо понимают друг друга.
Как и в племенах тива, това и керес, в племени тева существуют разногласия по поводу того, следует ли создавать письменность для языка тева. Некоторые старейшины полагают, что их языки должны сохраняться лишь в устных преданиях. С другой стороны, более молодые тева считают, что письменность — залог того, что язык будет передан детям. Во многом благодаря усилиям Эстер Мартинес в настоящее время развёрнуто преподавание языка тева для детей.

## Известные представители народа
- Попе
- Эстер Мартинес